# Leong Chon Kit
Leong Chon Kit (chiń. trad. 梁俊傑; pinyin Liáng Jùnjié; ur. 6 czerwca 1980 w Makau) – piłkarz z Makau występujący na pozycji bramkarza. Zawodnik klubu Polícia de Segurança Pública. 

## Kariera klubowa
Leong karierę klubową rozpoczął w 2002 roku w Polícia de Segurança Pública.

## Kariera reprezentacyjna
Leong rozegrał 16 międzynarodowych spotkań.